# Бондаренко, Михаил Ильич
Михаи́л Ильи́ч Бондаре́нко (укр. Михайло Ілліч Бондаренко; 27 августа (8 сентября) 1903 — 10 февраля 1938, полигон «Коммунарка», Московская область, РСФСР, СССР) — советский украинский государственный и партийный деятель.

## Биография
Родился в семье крестьянина. Окончил Высшее начальное училище в Елисаветграде, с 1917 года — рабочий.
Участник Гражданской войны на Украине. Член ВКП(б) с 1925 года, был на партийной работе в Елисаветградском округе, с 1931 года на Кавказе — секретарь Азизбековского горкома, Шаумяновского райкома КП Азербайджана. За успешное руководство добычей нефти в Баку и в связи с 15-летием установления Советской власти в Азербайджане награждён орденом Трудового Красного Знамени.
В 1936—1937 второй секретарь Харьковского горкома и обкома, в августе 1937 и. о. первого секретаря Винницкого обкома КП Украины. В августе-октябре 1937 года председатель СНК УССР.
В октябре 1937 года был репрессирован. 10 февраля 1938 расстрелян на Коммунарке по приговору ВКВС. В 1956 году реабилитирован.

## Семья
Сын — Виталий Бондаренко (1925—2018) — советский и российский учёный в области строительных конструкций.